# Вассенар, Унико Вильгельм ван
Унико Виллем, граф ван Вассенар Обдам (нидерл. Unico Willem Reichsgraf van Wassenaer Obdam; 30 октября 1692 — 9 ноября 1766) — голландский дворянин, дипломат и композитор. Командор Тевтонского ордена. Его наиболее важные сохранившиеся композиции — «Concerti Armonici», которые до 1980 года ошибочно приписывались итальянским композиторам Перголези (1710—1736) и Карло Риччиотти (1681—1756).

## Ранние годы
Ван Вассенар происходил из выдающейся семьи — дом Вассенаров окружали богатство, власть и благополучие. Его дед Якоб ван Вассенар Обдам, верховный командующий голландским флотом, погиб в битве в 1665 году во Второй англо-голландской войне; отец, Якоб ван Вассенар Обдам (младший), служил генералом армии в Войне за испанское наследство; побеждённый в 1703 году в битве при Экрене, он продолжил карьеру в качестве дипломата.
Унико Виллем родился в семейном замке Твикель (Twickel) около Дельдена 30 октября 1692 года, в семье Якова ван Вассенаера Обдама (1645—1714) и Адрианы Софьи Раесфельт (умер в 1694 году). Он вырос в Гааге, где его учили играть на клавесине и скрипке. В 1707-09 он остался с отцом и тремя сёстрами в Дюссельдорфе при дворе Йоханна Вильхельма, курфюрстa Палатина. Большое влияние на ребёнка оказала итальянская музыка. 18 сентября 1710 года Унико Виллем был принят в Лейденский университет для изучения права. В декабре 1711 года он прервал учёбу, чтобы поехать во Франкфурт на коронацию Императора Карла VI.
В июне 1713 года, после окончания учёбы, он вернулся в Дюссельдорф, где обосновались его отец и сестры.
Возможно, он сопровождал Арента ван Вассенара Дуйвенвоорде с визитом в Британию в 1715-16, а в 1717-18 годах совершил грандиозный тур по Франции и Италии.
В 1723 году Унико Виллем женился на Додонее Люсии ван Гослинг (дочери Сикко ван Гослинга), от которой у него было трое детей.

## Официальные должности

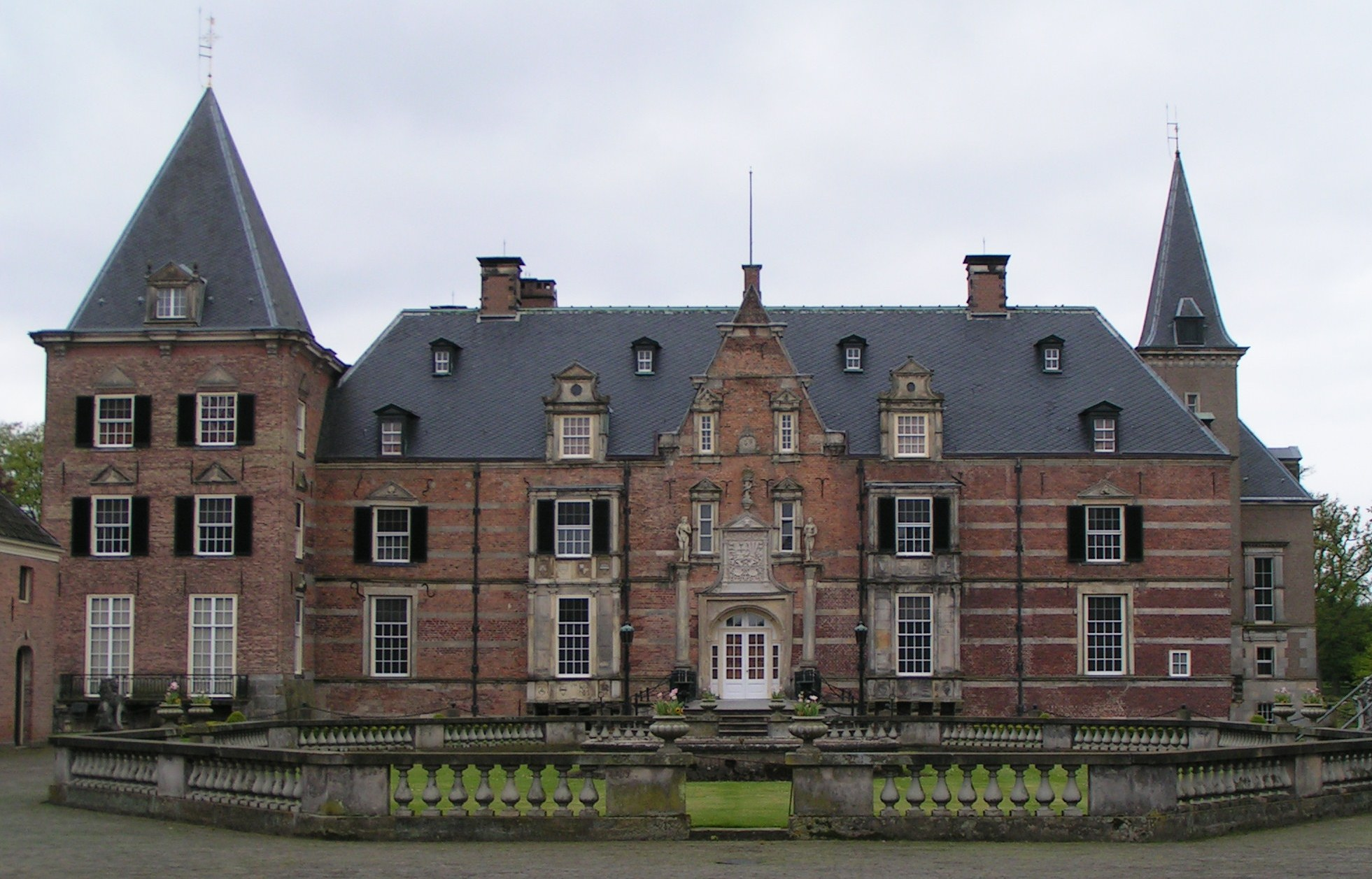
Замок Твикель

В 1714 году Унико Виллем унаследовал от своего отца поместье и замок Твикель, а через три года был посвящён в рыцари этого края. Там он жил с 1719 по 1724 год, когда принял должность в Голландии. Его старший брат Йохан Хендрик нашёл возможным представить его в качестве управляющего в Рейнской области (1723 г.), адвоката Адмиралтейства (1724 г.) и, наконец, губернатора Голландской Ост-Индской компании (1734 г.). Эти задания удерживали Унико Виллема в Гааге и близ неё. После того как брат умер в 1745 году, он перебрался в дом Ван Вассенаров в Кнейтердейке. Через год он был принят в голландское рыцарство.
В 1744 году Унико Виллем был отправлен с дипломатической миссией во Францию, а осенью того же года и в 1745 году ко двору Клеменса Августа, курфюрста Кёльна. В 1746 году он снова отправился во Францию и, наконец, в 1746-47 годах в Бреду для дальнейших переговоров с французами.
Кроме того, Унико Вильгельм был рыцарем Тевтонского ордена. В 1753 году он был назначен на должность коадъютора и провёл ряд административных и кадровых реформ. В 1761 году он был назначен командором ордена.
Он умер в Гааге 9 ноября 1766 года.

## Музыка
Находясь в Гааге в период между 1725 и 1740 годами, Унико Виллем написал шесть «Concerti Armonici», анонимно опубликованных в 1740 году. В 1755 году они были переизданы в Лондоне как композиции скрипача и импресарио Карло Риччиотти (ок. 1681—1756). С тех пор было доподлинно установлено, что это были работы Унико Виллема (к тому же нет вообще никаких доказательств того, что Риччиотти писал музыку). Эти концерты были посвящены другу Унико Виллема, Графу Виллему Бентинку. Медленные части концертов весьма выразительны. Именно в связи с этим польский композитор Франтишек Лессель (Franciszek Lessel; 1780—1838) ошибочно утверждал, что «концерты» были написаны Перголези. Поскольку стиль «концертов» — итальянский, выложенный в типичной римской моде с четырьмя частями для скрипки и состоящий из четырёх частей, вместо венецианских трёх, они сопоставимы с работами Пьетро Локателли.
Однако в 1979—1980 годах рукопись шести «концертов» была найдена в архивах замка Твикель (где родился Ван Вассенар) с надписью «Concerti Armonici». Хотя почерк не принадлежал Ван Вассенару, рукопись имела введение, написанное его рукой: «Partition de mes concerts gravez par le Sr. Ricciotti». Исследования, проведённые голландским музыковедом Альбертом Даннингом, не оставляют никаких сомнений в том, что «концерты» были написаны Ван Вассенаром. Даннинг цитирует предисловие композитора целиком:

«Вот мои концерты, переписанные синьором Риччиотти. Эти концерты были составлены в разное время между 1725 и 1740 годами. Когда они были готовы, я взял, собрал их и предложил оркестру, организованному в Гааге господином Бентинком, мной и некоторыми иностранными господами. Риччиотти сыграл первую скрипку. Впоследствии я разрешил ему сделать копию концертов. Когда все шесть были готовы, он попросил разрешения издать их. После моего отказа он обратился за помощью к графу Бентинку, под чьими сильными доводами я, наконец, согласился, при условии, что мое имя не появится ни на одной из копий и он подпишет их своим. Г-н Бентинк хотел посвятить их мне: я категорически отказался, после чего он подсказал Риччиотти посвятить их ему. Таким образом, эти концерты были опубликованы против моего желания. Некоторые из них терпимы, некоторые средние, другие жалки. Если бы они не были опубликованы, я бы, возможно, исправил ошибки в них, но другие дела не оставили мне досуга, чтобы развлечься ими и отредактировать».

Concerto Armonico № 2 в B-мажор (Allegro moderato) был одним из произведений, которые легли в основу балета Пульчинелла; Tarantella основана на работах, приписываемых в то время Джованни Баттиста Перголези.
Помимо «Concerti Armonici», три сонаты также были обнаружены в начале 1990-х годов.

## Сочинения
- Мотет Laudate Dominum
- Мотет Nunc dimittis (Ныне отпущаеши)
- Концерт для флейты и струнных
- 6 концертов для 4, 5 и 7 инструментов
- 3 сонаты для блокфлейты и B.c.
- Соната для виолончели и B.c.
- Соната для 2 скрипок и B.c.